# Partit Revolucionari Cubà
Partit Revolucionari Cubà (PRC) fou un partit polític cubà fundat el dia 3 de gener de 1892, al Club San Carlos, de Cayo Hueso (Key West), quan José Martí Pérez va donar a conèixer José Francisco Lamadrid, José Dolores Poyo i al Coronel Fernando Figueredo Socarrás la seva idea de fundar el Partit Revolucionari Cubà (PRC).
Les seves bases i estuts van ser aprovats pocs dies en l'acta constitutiva del Partit el 5 de gener del mateix any. En el preàmbul de l'acta s'expressava que: :"el Partit Revolucionari Cubà no es proposava perpetuar a la República Cubana, que aspirava a fundar, l'esperit autoritari i la composició burocràtica de la Colònia, sinó fundar un poble nou, capaç de vèncer per l'ordre del treball real i l'equilibri de les forces socials els perills de la llibertat sobtada en una societat composta per a l'esclavitud". L'acta a més indicava que el Partit es fundava: 
1. Per a assolir amb l'esforç reunit de tots els homes de bona voluntat la independència absoluta de Cuba i fomentar i auxiliar la de Puerto Rico.
2. Que no tenia com fi precipitar la guerra, ni llançar al país a un moviment mal amatent, sinó ordenar la guerra generosa i breu que asseguri en la pau i el treball la felicitat de tots els habitants de Cuba.
3. Que no té per objecte dur a Cuba a un grup victoriós, sinó preparar la guerra per al bé dels cubans.
4. Que el Partit Revolucionari Cubà no desitja atreure's la malevolència dels països amb els quals ha de mantenir cordials relacions.
5. Que amb la finalitat d'organitzar i dur la guerra a Cuba reunirà els fons necessaris per a això.
6. Que el Partit Revolucionari Cubà aspira a establir relacions amb els pobles amics que li permetin accelerar la guerra.

Els "estatuts secrets" van establir una organització molt senzilla, ja que podien fundar-se tots els clubs que s'estimessin convenients, amb independència els uns dels altres, sent la seva labor principal la recaptació de fons, per a la qual cosa existia una contribució voluntària d'una miqueta per cent dels sous o jornals dels membres. Els presidents dels clubs de cada localitat constituïen un Cos de Consell i les eleccions se celebraven anualment, cobrint-se els càrrecs dels clubs i designant-se igualment el delegat, el secretari i el tresorer, que eren la màxima representació del Partit. El delegat tenia plens poders, encara que Martí periòdicament realitzava visites als clubs i informava de la part de labor que podia donar-se a conèixer.
El principal mitjà de difusió del PRC fou el periòdic Patria, creat per Martí amb la finalitat d'exposar les seves idees sobre Cuba i la guerra, així com per a donar a conèixer les activitats de l'exili cubà. El Partit va funcionar de manera eficaç i el secret va ser absolut, car es van utilitzar claus per a la correspondència, el que permet comprendre l'extraordinària labor que va culminar en la independència de Cuba d'Espanya i a la qual es va dedicar Martí fins a la seva mort a Dos Ríos, el 19 de maig de 1895. Al principi de l'ocupació de l'Illa pels Estats Units, una de les tasques que va ocupar el cap del govern ocupador va ser la dissolució del PRC, així com de l'Exèrcit Mambí, per a assegurar que el poble no tingués guia, en qualsevol qüestió de rebel·lia. El que estava al capdavant del Partit en aquests temps era Tomás Estrada Palma, posterior president i titella dels americans a Cuba.